# Stegotherium

## Descripción

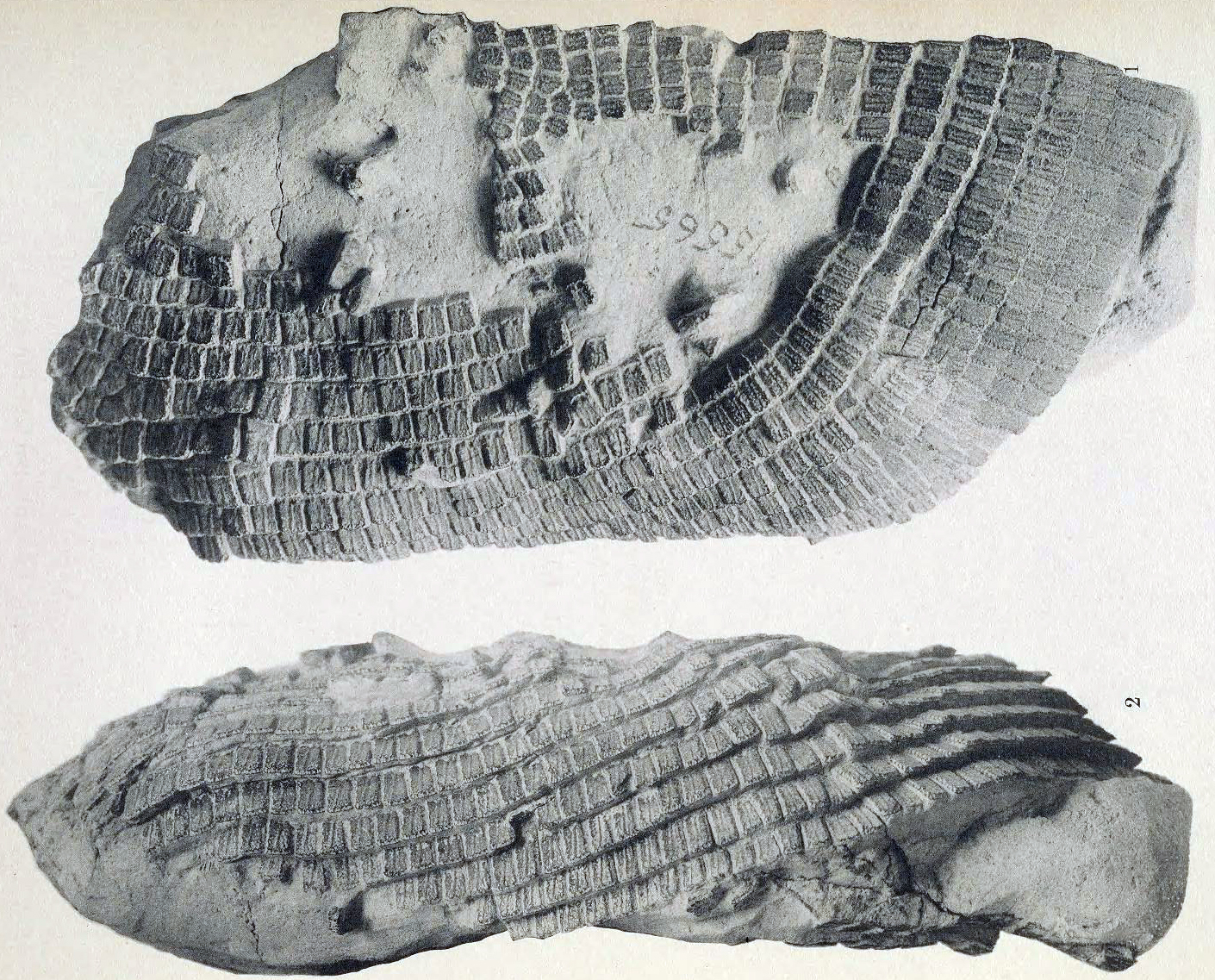
Restos de la coraza

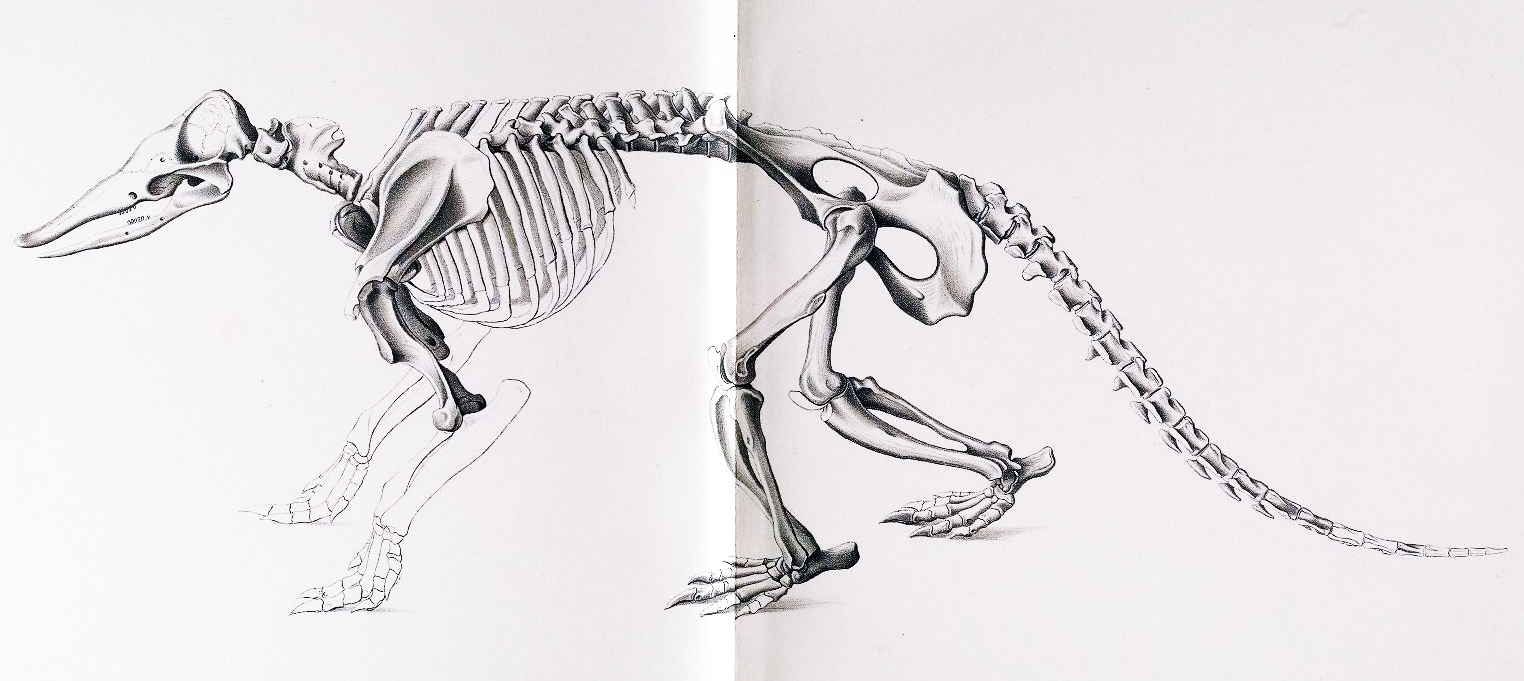
Esqueleto reconstruido de Stegotherium

Stegotherium es un género extinto de armadillos de gran tamaño de la familia Dasypodidae. Se trataba de un armadillo primitivo que vivió en la Patagonia argentina entre el Eoceno al Mioceno inferior, el cual presenta un cráneo alargado y prolongado, con forma de pico y mandíbulas esteliformes como los oso hormigueros, pero con algunos dientes rudimentarios. Su coraza estaba formada por placas óseas sueltas, no soldadas, presentando el sistema pilífero sumamente desarrollado.Filogenéticamente, pertenece a la subfamilia Dasypodinae y es el único representante conocido de la tribu Stegotheriini, un grupo considerado monofilético y basal respecto al género viviente Dasypus. Esta relación ha sido confirmada por estudios morfológicos y filogenéticos recientes, los cuales lo ubican dentro de la familia Dasypodidae sensu stricto, separándolo de otras subfamilias de armadillos modernas hoy clasificadas en Chlamyphoridae. Su morfología craneana y mandibular sugiere una dieta insectívora especializada, con posibles hábitos mirmecófagos convergentes con otros mamíferos como los vermilinguos, y un estilo de vida semifosorial. La especie mejor conocida es Stegotherium tessellatum, registrada en diversas formaciones de Patagonia, como Sarmiento y Santa Cruz.

## Paleoecología
2009
La morfología mandibular de Stegotherium revela adaptaciones masticatorias notables: los principales músculos involucrados estaban especializados en un movimiento horizontal propalinal. Aunque sus dientes estaban reducidos, conservaban la capacidad de masticar alimentos relativamente blandos. Estas especializaciones llevaron a múltiples autores a interpretar a Stegotherium como un mirmecófago especializado, ecológicamente comparable al oso hormiguero y al armadillo gigante menos especializado.
Durante el Mioceno temprano, el hábitat de Stegotherium consistía en una sabana boscosa con clima templado. Coexistió con una amplia diversidad de cingulados relacionados, como el euphractino Prozaedyus, el clamifórido basal Proeutatus, el dasipódido Stenotatus, el armadillo acorneado Peltephilus y varios gliptodontes como Asterostemma, Propalaehoplophorus, Cochlops y Eucinepeltus.
La alta especialización ecológica de Stegotherium pudo haber sido un factor determinante en su extinción durante el Santacrucense. Este evento coincide con significativos cambios ambientales y climáticos en la región patagónica, principalmente relacionados con el levantamiento de los Andes, que condujo a un proceso de aridización. Esto probablemente provocó la disminución de colonias de hormigas y termitas, su principal fuente alimenticia, además de una posible dificultad térmica para mantener su temperatura corporal.
Tras el Santacrucense, solo se conoce un ejemplar asignado tentativamente a Stegotherium sp.: un osteodermo fosilizado de la Formación Collón Curá (MLP 91-IV-1-66), correspondiente al Colloncurense. Este fósil es distinto de todas las especies actualmente reconocidas del género. También se han recuperado otros osteodermos Colloncurenses de miembros indeterminados de la tribu Stegotheriini en la provincia del Chubut.

## Historia taxonómica deStegotherium
Stegotherium fue establecido por Florentino Ameghino en 1887 con la descripción de la especie tipo Stegotherium tessellatum, basada en placas de la coraza recolectadas por su hermano Carlos en la provincia de Santa Cruz, Argentina. En ese mismo trabajo, Ameghino también describió el género y especie Scotaeops simplex, a partir de una mandíbula fragmentaria.
En 1894, Richard Lydekker propuso que Stegotherium tessellatum era sinónimo de Peltephilus strepens; sin embargo, Ameghino refutó esta hipótesis en 1895, reafirmando la validez de Stegotherium como un género distinto.
En 1902, Ameghino consideró que Scotaeops simplex y Stegotherium tessellatum eran sinónimos, basándose en la asociación de un cráneo con placas de coraza.En el mismo año, describió una nueva especie, Stegotherium variegatum, a partir de osteodermos hallados en la provincia de Chubut.
En 1904, William Berryman Scott revalidó Scotaeops simplex como una especie distinta dentro del género Stegotherium, denominándola Stegotherium simplex.
En 2008, Fernicola y Vizcaíno realizaron una revisión exhaustiva del género, describiendo dos nuevas especies: Stegotherium caroloameghinoi y Stegotherium pascuali, basadas en osteodermos de la coraza dorsal. Además, aceptaron provisionalmente la validez de S. simplex como un taxón distinto.
En 2009, los mismos autores nombraron una nueva especie, Stegotherium notohippidensis, con el holotipo compuesto por una colección de 130 osteodermos provenientes de Argentina.